# So Lonely
"So Lonely" is een nummer van de Britse band The Police. Het nummer werd uitgebracht op hun debuutalbum Outlandos d'Amour uit 1978. Op 3 november van dat jaar werd het nummer uitgebracht als de derde en laatste single van het album.

## Achtergrond
Zanger en schrijver van het nummer Sting vertelde in 2000 over "So Lonely": "Mensen die er zomaar drie akkoorden uitgooien interesseerden ons muzikaal gezien niet echt. Reggae was geaccepteerd in de punk en muzikaal gezien meer geavanceerd, en wij konden het spelen, dus wij gingen die kant op. Laten we eerlijk zijn, "So Lonely" was ongegeneerd gestolen van "No Woman, No Cry" van Bob Marley & The Wailers. Hetzelfde refrein. Wat wij bedachten was dit ding waarmee we heen en weer gingen tussen thrash punk en reggae. Dat was het kleine plaatsje dat wij creëerden voor onszelf."
Sting gebruikte de tekst van zijn eerdere nummer "Fool in Love", dat hij schreef in zijn vroege band Last Exit, voor "So Lonely". Deze tekst, die gaat over iemand die eenzaam is nadat zijn hart is gebroken, werden door het publiek oorspronkelijk als ironisch gezien, maar Sting vertelde dat dit niet zo was: "Nee, er is geen ironie op welke manier dan ook. Vanaf de buitenkant is het misschien een beetje vreemd dat je omgeven bent door alle aandacht maar je alsnog zo alleen voelt... maar zo is het wel voor mij. En dan is een half uur later ineens de aandacht verdwenen. Je bent zo geïsoleerd..."
"So Lonely" was na "Roxanne" en "Can't Stand Losing You" de derde en laatste single van Outlandos d'Amour, maar wist in eerste instantie alleen de Nederlandse hitlijsten te bereiken.
De plaat werd veel gedraaid op Hilversum 3 en werd een radiohit in de destijds drie landelijke hitlijsten op de nationale publieke popzender. De plaat piekte op de 26e positie in de Nationale Hitparade, terwijl in de Nederlandse Top 40 de 31e positie werd bereikt en in de TROS Top 50 de 34e positie. In de Europese hitlijst op Hilversum 3, de TROS Europarade werd géén notering behaald.
In België werden zowel de beide Vlaamse hitlijsten en de Waalse hitlijst niet bereikt. Bij een heruitgave in het Verenigd Koninkrijk in februari 1980, bereikte de single echter de 6e positie in de UK Singles Chart, terwijl in Ierland de 7e positie werd bereikt. Opvallend genoeg volgden de andere singles van het debuutalbum Outlandos d'Amour in thuisland het Verenigd Koninkrijk hetzelfde patroon; zo kwam "Roxanne" in het Verenigd Koninkrijk na een heruitgave op de 12e positie terecht, terwijl "Can't Stand Losing You" de tweede positie behaalde bij een heruitgave.
In de videoclip voor "So Lonely" zijn de leden van The Police te zien terwijl zij rondlopen in de straten van Hongkong en in de metro's van Tokio in 1980. Zij playbacken het nummer door walkie-talkies en Stewart Copeland speelt de drums op willekeurige objecten, waaronder bussen en dingen die verkocht worden. De B-kant van de single, "No Time This Time", verscheen oorspronkelijk niet op een album, maar stond later wel op het tweede album Reggatta de Blanc om deze te verlengen. In Nederland werd de videoclip destijds op televisie uitgezonden door de popprogramma's AVRO's Toppop en Countdown van Veronica en door de TROS in de tv-versie van de TROS Top 50.

## Hitnoteringen

### Nederlandse Top 40
| Hitnotering: 14-04-1979 t/m 05-05-1979 | Hitnotering: 14-04-1979 t/m 05-05-1979 | Hitnotering: 14-04-1979 t/m 05-05-1979 | Hitnotering: 14-04-1979 t/m 05-05-1979 | Hitnotering: 14-04-1979 t/m 05-05-1979 | Hitnotering: 14-04-1979 t/m 05-05-1979 |
| Week                                   | 1                                      | 2                                      | 3                                      | 4                                      |                                        |
| -------------------------------------- | -------------------------------------- | -------------------------------------- | -------------------------------------- | -------------------------------------- | -------------------------------------- |
| Positie                                | 35                                     | 31                                     | 32                                     | 40                                     | uit                                    |

### Nationale Hitparade
| Hitnotering: 07-04-1979 t/m 19-05-1979 | Hitnotering: 07-04-1979 t/m 19-05-1979 | Hitnotering: 07-04-1979 t/m 19-05-1979 | Hitnotering: 07-04-1979 t/m 19-05-1979 | Hitnotering: 07-04-1979 t/m 19-05-1979 | Hitnotering: 07-04-1979 t/m 19-05-1979 | Hitnotering: 07-04-1979 t/m 19-05-1979 | Hitnotering: 07-04-1979 t/m 19-05-1979 | Hitnotering: 07-04-1979 t/m 19-05-1979 |
| Week                                   | 1                                      | 2                                      | 3                                      | 4                                      | 5                                      | 6                                      | 7                                      |                                        |
| -------------------------------------- | -------------------------------------- | -------------------------------------- | -------------------------------------- | -------------------------------------- | -------------------------------------- | -------------------------------------- | -------------------------------------- | -------------------------------------- |
| Positie                                | 46                                     | 42                                     | 50                                     | 35                                     | 26                                     | 34                                     | 44                                     | uit                                    |

### TROS Top 50
Hitnotering: 29-03-1979 t/m 03-05-1979. Hoogste notering: #34 (1 week). 

### NPO Radio 2 Top 2000
| Nummer met noteringen in de NPO Radio 2 Top 2000 | '99 | '00 | '01 | '02 | '03 | '04 | '05 | '06 | '07 | '08 | '09 | '10 | '11 | '12 | '13 | '14 | '15 | '16 | '17 | '18 | '19 | '20 | '21 | '22 | '23  | '24  |
| ------------------------------------------------ | --- | --- | --- | --- | --- | --- | --- | --- | --- | --- | --- | --- | --- | --- | --- | --- | --- | --- | --- | --- | --- | --- | --- | --- | ---- | ---- |
| So Lonely                                        | 456 | 661 | 575 | 461 | 692 | 686 | 687 | 852 | 736 | 698 | 673 | 713 | 852 | 732 | 691 | 807 | 819 | 695 | 726 | 758 | 854 | 747 | 918 | 978 | 1093 | 1125 |

1. ↑  Een vetgedrukt getal geeft de hoogste notering aan.